# Историческое фехтование

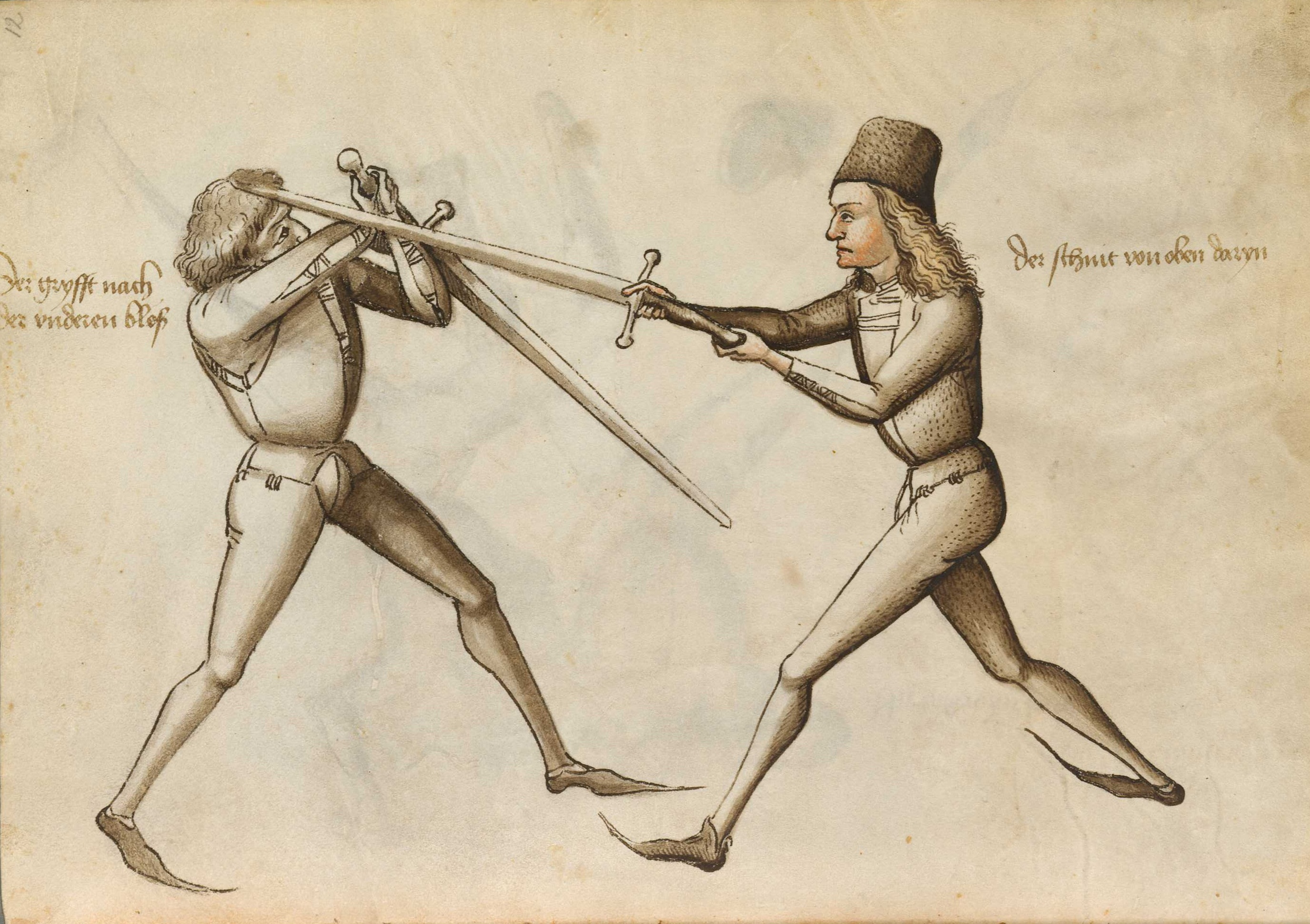
Страница из учебника по фехтованию XV века

Истори́ческое фехтова́ние — фехтование на холодном оружии, имеющем аналоги в прошлом. Используются массогабаритные (не заточенные) копии оружия. Техника фехтования либо аналогична исторической (восстанавливается по историческим учебникам фехтования), либо разрабатывается на основе исторического фехтования. Обычно ограничиваются или исключаются слишком травмоопасные приёмы.
Фехтование подразумевает бой один на один. В настоящее время для турниров по историческому фехтованию также разработаны определённые правила. Существуют также правила для массовых боёв (бугуртов).
Исторически фехтование регламентировалось сводом правил — дуэльным кодексом. Помимо дворянского сословия, в Западной Европе фехтование преподавалось в качестве одной из дисциплин семинаристам и священнослужителям, а также было обязательным предметом изучения для горожан.
Историческое фехтование может быть хобби (историческая реконструкция), или профессионально-специализированным навыком. При этом историческое фехтование не является официальным видом спорта, и, соответственно, присвоенные в результате победы на соревнованиях разряды, звания, аттестация тренеров не являются легитимными. С другой стороны, хотя в настоящее время это лишь хобби, имеющее некую спортивную составляющую, существует тенденция на признание исторического фехтования видом спорта (с включением в соответствующие документы), что может произойти при благоприятном стечении обстоятельств.

## Историческое фехтование как хобби
В первую очередь, историческим фехтованием занимаются люди, воссоздающие стиль жизни в определённую эпоху (реконструкторы), чаще всего их методы боя проще исторических, что нужно для спортивной и зрелищной составляющей реконструкции поединка.
Люди, увлекающиеся историческим фехтованием, обычно ставят своей целью восстановить стиль фехтования, присущий определённой эпохе, сделать соответствующее ей вооружение и снаряжение. Конечный результат можно лишь условно считать исторически достоверным, поскольку техническая и теоретическая база, на которую опираются клубы реконструкции, имеет определённые ограничения из-за вопросов безопасности в бою. За последнее десятилетие достоверность реконструкции экипировки значительно увеличилась.
Для исторического фехтования как спортивного хобби, регулярно проводятся турниры, представляющие собой смесь спортивных состязаний и красочного шоу. На таких турнирах участники сражаются незаточенным оружием, стараясь воспроизвести существовавшие исторические правила или используя адаптированные (спортивные) правила фехтования. На данный момент в России регулярно проводятся турниры в номинациях "длинный меч", "сабля (дуэльная и военная)" и "рапира (ренессанса, рапира с кинжалом)". К менее популярным направлениям относятся "меч и баклер" и "дюссак", а также различные вариации правил для основных направлений (такие как "меч и рондель", "кодекс Валленштейн"). По результатам турниров формируется рейтинг бойцов, доступный на сайте Hemagon. 
Исторические макеты оружия сделаны из стали, в редких случаях из твердого пластика, их стоимость может значительно отличаться в зависимости от качества исполнения макета и цели его изготовления (парадный, турнирный, тренировочный). Тренировочное оружие изготавливается в соответствии с основными турнирным допусками по комплектации, длине и весу, а так же имеет гуманизацию острия и может сгибаться без остаточной деформации. Прочая экипировка представляет собой усиленную версию одежды для спортивного фехтования/адаптированные исторические дизайны, а так же специализированную защиту конечностей, в том числе перчатки отдельно под каждый вид оружия.
Кроме того на турнирах проводятся состязания лучников.

## Исторический средневековый бой
Исторический средневековый бой (ИСБ) — довольно молодой современный вид спорта, полноконтактные сражения с использованием защитного и наступательного вооружения, характерного для средневековья. ИСБ — это полноконтактное сражение на стальном не заточенном оружии. Бойцы облачены в полный доспех, который, как и оружие, сделан по историческим образцам. Удары наносятся в любые части тела (с учётом ограничений, зафиксированных в правилах), разрешены как ударные, так и борцовские приёмы.
В отличие от показательных сражений, часто проводящихся на фестивалях исторической реконструкции средневековья, бои идут в полный контакт, судятся спортивными арбитрами, имеющими специальную подготовку и опыт участия в боях.